# Бабок, Йохен
Йохен Бабок (нем. Jochen Babock, 26 августа 1953, Эрфурт, ГДР) — восточно-германский бобслеист, разгоняющий, выступавший за сборную ГДР в середине 1970-х годов. Обладатель золотой медали зимних Олимпийских игр 1976 года в Инсбруке, чемпион Европы.

## Биография
Йохен Бабок родился 26 августа 1953 года в городе Эрфурт. С юных лет полюбил спорт, стал заниматься лёгкой атлетикой, позже заинтересовался бобслеем и в качестве разгоняющего прошёл отбор в национальную команду ГДР. Присоединившись к армейскому спортивному клубу «Оберхоф», сразу же начал показывать неплохие результаты, в связи с чем получил право защищать честь страны на Олимпийских играх 1976 года в Инсбруке. Находясь в составе четырёхместного экипажа, куда также вошли пилот Майнхард Немер с разгоняющими Бернхардом Гермесхаузеном и Бернхардом Леманом, завоевал золотую награду.
Несмотря на то, что Бабок больше никогда не призывался на Олимпийские игры, в течение нескольких лет он продолжал выступать на высоком уровне, хотя уже не так ярко. Последним его достижением стало золото, выигранное в четвёрках на чемпионате Европы 1979 года в Винтерберге. Вскоре после окончания этих заездов он принял решение завершить карьеру профессионального спортсмена, уступив место молодым восточно-германским бобслеистам.
Будучи дипломированным спортивным инструктором, после ухода из большого спорта Йохен Бабок работал тренером во многих немецких спортивных организациях. В частности, готовил легкоатлетов на олимпийской базе в Мюнхене, сотрудничал с Союзом сноубординга Германии, проводил тренировки у конькобежцев, был членом Баварского союза дзюдо, тренировал национальную немецкую сборную по хоккею на траве, отвечал за физическую подготовку футбольного клуба «Унтерхахинг».